# Kill la Kill
Kill la Kill (jap. キルラキル Kiru ra kiru) – serial anime wyprodukowany przez studio Trigger, emitowany od października 2013 do marca 2014.

## Fabuła
Ryūko Matoi przenosi się do Akademii Honnōji w poszukiwaniu zabójcy swojego ojca. W trakcie poszukiwań popada w konflikt z autorytarną przewodniczącą samorządu uczniowskiego – Satsuki Kiryūin. W efekcie swoich działań musi toczyć bitwy z przewodniczącymi szkolnych klubów. W dobrnięciu do celu pomaga jej przyjaciółka Mako Mankanshoku i mundurek stworzony z Żywego Włókna, Kamui Senketsu.

## Obsada (głosy)
- Ami Koshimizu jako Ryūko Matoi
- Ryôka Yuzuki jako Satsuki Kiryūin
- Aya Suzaki jako Mako Mankanshoku
- Toshihiko Seki jako Senketsu
- Hiroyuki Yoshino jako Hōka Inumuta
- Mayumi Shintani jako Nonon Jakuzure
- Nobuyuki Hiyama jako Uzu Sanageyama
- Shin'ichirô Miki jako Aikurō Mikisugi
- Tetsu Inada jako Ira Gamagōri
- Mai Nakahara jako Imagawa
- Hiroshi Shirokuma jako Hojo
- Erina Hasumi jako Gitta
- Saki Nitta jako Pakuri
- Satowa Tanaka jako Choroma
- Chichiro Suzuki jako Suzuki
- Gou Shinomiya jako Shiro Byakko
- Saki Nitta jako Aizenbo Fuguhara
- Mitsuo Iwata jako Takaharu Fukuroda
- Tetsu Inada jako Ira Gamagōri
- Rintarou Nishi jako Tarou Genbu
- Chiaki Takahashi jako Omiko Hakodate
- Yukari Tamura jako Nui Harime
- Ayumi Fujimura jako Rei Hououmaru
- Yuji Ueda jako Shirou Iori
- Katsuyuki Konishi jako Tsumugu Kinagase
- Romi Park jako Ragyou Kiryuuin
- Kousei Hirota jako Takiji Kuroido
- Ayumi Fujimura jako Matarou Mankanshoku
- Kenyuu Horiuchi jako Barazou Mankanshoku
- Yukari Fukui jako Sukuyo Mankanshoku
- Kinryuu Arimoto jako Isshin Matoi
- Akio Nojima jako Soroi Mitsuzou
- Nobuhiko Okamoto jako Shinjiro Nagita
- Suguru Inoue jako Jack Naito
- Ryouta Takeuchi jako Kyuuji Obayashi
- Erina Hasumi jako Maimu Okurahama
- Marina Inoue jako Maiko Oogure
- Masaya Onosaka jako Kenta Sakuramiya
- Hiromichi Kogami jako Saburou Seiryuu
- Kenjirou Tsuda jako Jirou Suzaku
- Makoto Awane jako Kaneo Takarada
- Kiyohito Yoshikai jako Ryousuke Todoroki
- Satowa Tanaka jako Masuyo Watari
- Ryou Naitou jako Kusanosuke Yaguruma

## Gra
Dzięki ARC System Works, w lipcu 2019 roku na PC (na platformie Steam) oraz konsole Nintendo Switch i PS4 trafiła gra, będąca adaptacją anime pt. Kill la Kill – IF. Jest to trójwymiarowa bijatyka. Wersja na PC zadebiutowała 25 lipca 2019, a na konsolach dzień później – 26 lipca 2019. Gra jest dostępna w wersji cyfrowej i pudełkowej. Wersję fizyczną można kupić w edycji standardowej (w cenie 59.99 USD/59.99 EUR/49.99 GBP) i limitowanej (w cenie 99.99 USD/99.99 EUR). Za dystrybucję gry w Europie odpowiedzialna jest firma PQube, która potwierdziła, że wersja limitowana zawiera to samo, co japońska i ograniczona jest do 1500 sztuk na cały kontynent.